# Kano og kajak under sommer-OL 2020 – C1 200 m (damer)
Damernes 200 meter enerkano under sommer-OL 2020 finder sted den 5. august - 6. august 2020 på Sea Forest Waterway, der ligger i Tokyo Bay zonen.

## Medaljefordeling
| Medaljetagere        | Medaljetagere                      | Medaljetagere            | Medaljetagere |
| -------------------- | ---------------------------------- | ------------------------ | ------------- |
| Guld                 | Sølv                               | Bronze                   |               |
| Nevin Harrison · USA | Laurence Vincent-Lapointe · Canada | Liudmyla Luzan · Ukraine |               |

## Format
Konkurrencen bliver indledt med tre indledende heats. De to bedste fra hvert heat går til semifinalerne, mens de øvrige mødes i de to kvartfinaler. Her går de tre bedste i hver kvartfinale videre til semifinalerne. I semifinalerne går de fire bedste til finalen mens de resterende får mulighed for at konkurrere om placeringerne fra 9 - 16 i B finalen.

## Kvalifikation
Hver NOC kan kvalificere én båd i klassen.
| Kvalifikation                          | Dato                   | Vært       | Pladser | Kvalificeret                                                    |
| -------------------------------------- | ---------------------- | ---------- | ------- | --------------------------------------------------------------- |
| Værtsnation                            | N/A                    | N/A        | 1       | Japan                                                           |
| 2019 ICF Verdensmesterskab             | 21. – 25. august 2019  | Ungarn     | 5       | USA · Ruslands Olympiske Komité · Hviderusland · Canada · Polen |
| 2019 African Games                     | 26. – 31. august 2019  | Marokko    | 1       | Nigeria                                                         |
| Oceanien Kvalifikationsturnering 2020  | 14. – 16. februar 2020 | Australien | 1       |                                                                 |
| Asiatiske Mesterskaber 2020            | 26. – 29. marts 2020   | Thailand   | 1       |                                                                 |
| Europæisk Kvalifikationsturnering 2020 | 6. – 7. maj 2020       | Tjekkiet   | 1       |                                                                 |
| Pan Am Kvalifikationsturnering 2020    | 7. – 10. maj 2020      | Chile      | 1       |                                                                 |
| 2020 ICF World Cup 2                   | 23.–25. maj 2020       | Tyskland   | 1       |                                                                 |
| Total                                  |                        |            | 12      |                                                                 |

## Tidsplan
Nedenstående tabel viser tidsplanen for afvikling af konkurrencen:
| Dato      | Tid   | Runde         |
| --------- | ----- | ------------- |
| 5. august | 09:54 | Heat 1        |
| 5. august | 10:00 | Heat 2        |
| 5. august | 10:06 | Heat 3        |
| 5. august | 12:18 | Kvartfinale 1 |
| 5. august | 12:24 | Kvartfinale 2 |
| 6. august | 09:46 | Semifinale 1  |
| 6. august | 09:54 | Semifinale 2  |
| 6. august | 11:45 | B Finale      |
| 6. august | 11:55 | Finale        |

## Resultater

### Heat 1
| Placering | Atlet | Nation | Tid | Note |
| --------- | ----- | ------ | --- | ---- |
| 1         |       |        |     |      |
| 2         |       |        |     |      |
| 3         |       |        |     |      |
| 4         |       |        |     |      |
| 5         |       |        |     |      |
| 6         |       |        |     |      |

### Heat 2
| Placering | Atlet | Nation | Tid | Note |
| --------- | ----- | ------ | --- | ---- |
| 1         |       |        |     |      |
| 2         |       |        |     |      |
| 3         |       |        |     |      |
| 4         |       |        |     |      |
| 5         |       |        |     |      |
| 6         |       |        |     |      |

### Heat 3
| Placering | Atlet | Nation | Tid | Note |
| --------- | ----- | ------ | --- | ---- |
| 1         |       |        |     |      |
| 2         |       |        |     |      |
| 3         |       |        |     |      |
| 4         |       |        |     |      |
| 5         |       |        |     |      |
| 6         |       |        |     |      |

### Kvartfinale 1
| Placering | Atlet | Nation | Tid | Note |
| --------- | ----- | ------ | --- | ---- |
| 1         |       |        |     |      |
| 2         |       |        |     |      |
| 3         |       |        |     |      |
| 4         |       |        |     |      |
| 5         |       |        |     |      |

### Kvartfinale 2
| Placering | Atlet | Nation | Tid | Note |
| --------- | ----- | ------ | --- | ---- |
| 1         |       |        |     |      |
| 2         |       |        |     |      |
| 3         |       |        |     |      |
| 4         |       |        |     |      |
| 5         |       |        |     |      |

### Semifinale 1
| Placering | Atlet | Nation | Tid | Note |
| --------- | ----- | ------ | --- | ---- |
| 1         |       |        |     |      |
| 2         |       |        |     |      |
| 3         |       |        |     |      |
| 4         |       |        |     |      |
| 5         |       |        |     |      |
| 6         |       |        |     |      |
| 7         |       |        |     |      |
| 8         |       |        |     |      |

### Semifinale 2
| Placering | Atlet | Nation | Tid | Note |
| --------- | ----- | ------ | --- | ---- |
| 1         |       |        |     |      |
| 2         |       |        |     |      |
| 3         |       |        |     |      |
| 4         |       |        |     |      |
| 5         |       |        |     |      |
| 6         |       |        |     |      |
| 7         |       |        |     |      |
| 8         |       |        |     |      |

### B Finale
| Placering | Atlet | Nation | Tid | Note |
| --------- | ----- | ------ | --- | ---- |
| 9         |       |        |     |      |
| 10        |       |        |     |      |
| 11        |       |        |     |      |
| 12        |       |        |     |      |
| 13        |       |        |     |      |
| 14        |       |        |     |      |
| 15        |       |        |     |      |
| 16        |       |        |     |      |

### Finale
| Placering | Atlet | Nation | Tid | Note |
| --------- | ----- | ------ | --- | ---- |
| Guld      |       |        |     |      |
| Sølv      |       |        |     |      |
| Bronze    |       |        |     |      |
| 4         |       |        |     |      |
| 5         |       |        |     |      |
| 6         |       |        |     |      |
| 7         |       |        |     |      |
| 8         |       |        |     |      |